# ۴ مربع
۴ مربع یا فُر اسکوئر (انگلیسی: 4 Square) نام یک برنامهٔ کانادایی ویژه کودکان است. این برنامه از چهار بخش متفاوت تشکیل شده که هر بخش، یک رنگ مخصوص بخود دارد؛ بدین معنی که پس‌زمینه و دکور هر قسمت به رنگی متفاوت است و لباسِ اجراکنندگانِ آن قسمت، یک رنگِ مکمل یا مخالف پس‌زمینه است. معمولاً تنها یک بخش از این ۴ قسمت را، لابلای برنامه‌های طولانی‌تر پخش می‌کنند.

## بخش‌ها

### بخش ریتم موزون: مربع آبی
رنگ دکور صحنه و پس‌زمینه، آبی است. ۴ نوجوان با ژاکت و شلوارگرمکنِ نارنجی‌رنگ، این بخش را اجرا می‌کنند. آنها به نوبت، یک ریتم، صدا یا کلمهٔ را تکرار می‌کنند و سپس با ترکیب این اصوات به‌طور گروهی، یک نوای آهنگین پدیدمی‌آوردند. هنرمندان این بخش عبارتند از:
- اینگرید گِینور
- استفانی ایپولیت
- رانی لوئیس
- اِما شِلِنبرگ

### بخش شعرخوانی: مربع سبز
رنگ دکور صحنه و پس‌زمینه، سبز است. در این بخش، یک خانم ارغوانی‌پوش («هلن فارمر» یا «پای چـِن»)، و یک کودک خردسال حضور دارند. اجراکنندهٔ این بخش، شعری را می‌خواند و بعد سعی می‌کند با علامت دست یا تکرار برخی واژه‌ها، شعر را به آن کودکان یاد بدهد. در انتها، و با کمک گروهی از کودکان حاضر در پشت صحنه، یکبار دیگر، شعر بازخوانی می‌شود.

### بخش نرمش و حرکت: مربع نارنجی
رنگ دکور صحنه و پس‌زمینه، نارنجی است. این بخش را، گروه رقص ۴ نفرهٔ «کورپوس» از شهر تورنتو اجرا می‌کنند. این چهار نفر لباس اسپاندکس آبی‌رنگ، کفش سبز و محافظِ زانو و آرنج بر تن دارند و سرگروه آنها که به او «کاپیتان هاپ» یا «کاپیتان هاپت» می‌گویند، رهبری و هدایت حرکات موزون را به عهده دارد. هر عضو گروه، به ترتیب حرکتی را به‌تنهایی، انجام می‌دهد. ضمنِ انجام این حرکات، از ببیندگان هم خواسته می‌شود تا آنها را در منزل انجام دهند. در انتها، همان حرکات، به‌طور دسته‌جمعی تکرار می‌شود. اعضا اولیه گروه عبارت بودند از:
- دیوید دنزن - کاپیتان هاپت
- سیلوی بوشار - بیانکا
- رِی هاگ - کِرَنکوویچ
- آناند راجرام - لودسو

بعدها این هنرمندان، جایگزین گروه اولیه شدند:
- ریچل هریسون - کاپیتان هاپت
- میشل بلک - پیپا
- مایکل کالدول - روفوس
- راب رمنتیلا - مِتیتو

### بخش ترانه و آواز: مربع ارغوانی
رنگ دکور صحنه و پس‌زمینه، ارغوانی است. یک گروه چهار نفره موسوم به «فُر تونز» به همراه چهار عروسک موسوم به «دوو-والز» این بخش را اجرا می‌کنند. در اینجا هم بینندگان تشویق می‌شوند تا به همراهِ خوانندگان برنامه، آواز را در منزل بخوانند. برخی از خوانندگان این بخش عبارتند از:
- استار دومینیک
- کلی‌لی ایوانز
- الیسون نیل
- شانتل ویلسون